# Palácio dos Bandeirantes
O Palácio dos Bandeirantes é o edifício-sede do Governo do Estado de São Paulo e residência oficial do governador. Localizado no distrito do Morumbi, na cidade de São Paulo, o palácio também abriga as Casas Civil e Militar, algumas secretarias de estado e um amplo acervo histórico e artístico aberto à visitação pública.
O projeto inicial, idealizado em 1938 pelo arquiteto italiano Marcello Piacentini, apresentava linhas abstratas, muros lisos e ampla fachada. Com o início das obras, em 1954, sob a direção do engenheiro Francisco da Nova Monteiro, já possuía um estilo italiano com influência neoclássica. O principal objetivo era abrigar a Universidade Conde Francisco Matarazzo, mas, devido a problemas financeiros, teve suas obras paralisadas. Desapropriado durante a gestão de Adhemar de Barros, o edifício substituiu o Palácio dos Campos Elísios como sede do poder executivo paulista a partir de 19 de abril de 1964, quando recebeu o nome de Palácio dos Bandeirantes, além de tornar-se moradia oficial do governador e museu.
Tornou-se um centro cultural em 1970, sob o governo de Abreu Sodré, com a iniciativa de reunir um acervo de móveis, quadros e objetos. Foi criada uma comissão com nomes como Paulo Mendes de Almeida, Oswald de Andrade, Sílvia Sodré Assunção, Pedro Antonio de Oliveira Neto e Marcelo Ciampolinni, para a aquisição das obras de arte que atualmente compõem o Acervo Artístico-Cultural dos Palácios Governamentais.

## Histórico

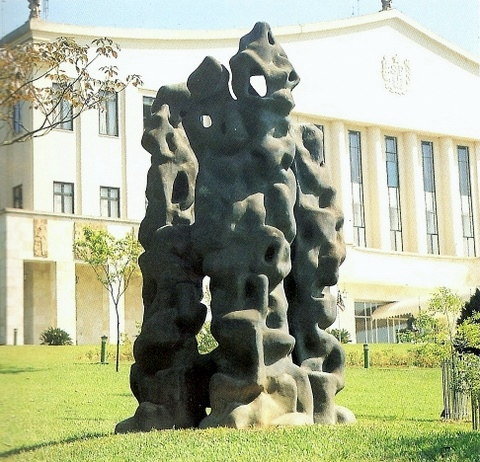
Colunas (1975), obra de Felícia Leirner no jardim do Palácio dos Bandeirantes

Na década de 1950, o Conde Francisco Matarazzo Júnior, figura de destaque no cenário cultural paulistano e herdeiro das Indústrias Reunidas Francisco Matarazzo (IRFM), idealizou a criação de uma instituição de ensino superior especializada em Economia e Administração de Empresas. Com esse desígnio, instituiu a Fundação Conde Francisco Matarazzo e dotou-a dos recursos financeiros necessários à construção e manutenção da futura universidade.
Em 1954, a fundação encomendou o projeto a um dos engenheiros das IRFM, Francisco da Nova Monteiro, deixando a seu cargo a responsabilidade pela execução em terreno de propriedade da família Matarazzo, no Morumbi. O alvará de "início de obra" foi expedido em janeiro de 1955. A construção iniciou-se no mesmo semestre, mas seria prolongada pelos anos seguintes, devido a problemas financeiros e, mesmo com a estrutura básica pronta, a universidade jamais seria instalada.

Pavilhão dos governadores de São Paulo, hasteado no Palácio dos Bandeirantes quando presente o governador

Entidades como a Fundação Getúlio Vargas e a Fundação São Paulo foram contatadas para finalizar a obra e assumir sua direção, mas sem sucesso. Iniciaram-se, então, as negociações com o Governo do Estado de São Paulo, que culminaram com a desapropriação do imóvel, em 22 de abril de 1964, durante a gestão Adhemar de Barros. O Estado nada pagou às IRFM, que ganharam, em troca, incentivos fiscais.
No ano seguinte, um decreto do executivo paulista, emitido em 19 de abril, determinou a transferência da sede do governo, até então situada no Palácio dos Campos Elíseos, para o novo prédio. Em 22 de abril, o palácio foi inaugurado como nova sede do Executivo estadual, em solenidade com a presença de alguns populares, que tiveram dificuldade para chegar ao local, devido à ausência de linhas regulares de ônibus atendendo a região. Em seu discurso, Adhemar falou sobre a mudança: "[Ela deveu-se à necessidade] de se obter um pouco mais de conforto para quem necessita de calma para meditar e resolver os problemas de quinze milhões de brasileiros. Trata-se de nos colocarmos um pouco fora do bulício da cidade, para produzir mais. Aqui eu posso ficar em paz, posso caminhar sem que ninguém me peça dinheiro ou emprego."
A princípio, o novo prédio foi utilizado esporadicamente, até porque, quando de sua inauguração, ainda não estava totalmente concluído: apenas os aposentos destinados aos despachos do governador tinham recebido acabamento final. O auditório e o saguão principal, por exemplo, estavam claramente inacabados, assim como diversas outras partes do palácio, inclusive as dependências residenciais: o governador seguiria morando no Palácio dos Campos Elíseos até a conclusão das obras. O sistema de telefonia também não estava plenamente operante, com o PABX ainda dependendo de instalação, prevista apenas para setembro. Até lá, existiam somente as linhas telefônicas diretas. Foi em 1970, durante a gestão de Abreu Sodré e após várias reformas para adaptação arquitetônica, que o palácio se tornou sede definitiva do governo.
Atualmente, o Palácio dos Bandeirantes possui múltipla destinação: além de sede do poder executivo, é residência oficial do governador e abriga quatro secretarias de estado, a Casa Civil e a Casa Militar, além de abrigar parte do acervo artístico do governo e exposições temporárias.

## O palácio

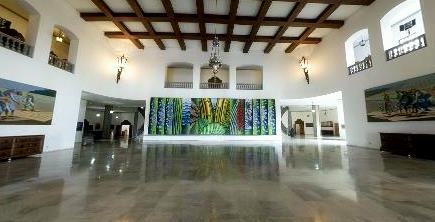
Salão Nobre do Palácio dos Bandeirantes

Já no memorial descritivo do projeto do edifício, a Fundação Conde Francisco Matarazzo determinou que fossem utilizados na execução da obra "materiais de primeira qualidade" e que a estrutura, iluminação e ventilação obedecessem "a normas rígidas de construção". O pavilhão principal do edifício possui grande porte: 21 153 metros quadrados e três pavimentos, onde foram utilizados diferentes tipos de mármore, granito e outros materiais.
Após sua desapropriação, o edifício passou por uma série de reformas de adaptação ao novo uso: criação de espaço destinado aos escritórios, ampliação da área externa e construção de edifícios anexos. A modificação mais drástica da planta original foi feita para abrigar a ala residencial, mas de maneira geral, a fachada não foi comprometida e os materiais originais foram mantidos. A denominação “Bandeirantes” data da época de sua desapropriação. É uma homenagem aos sertanistas pioneiros que, dos séculos XVII ao XVIII, partindo de São Paulo para desbravar o interior da América do Sul, alargaram as fronteiras da Capitania de São Vicente, correspondendo quase que com os limites atuais das fronteiras brasileiras.

### Jardim

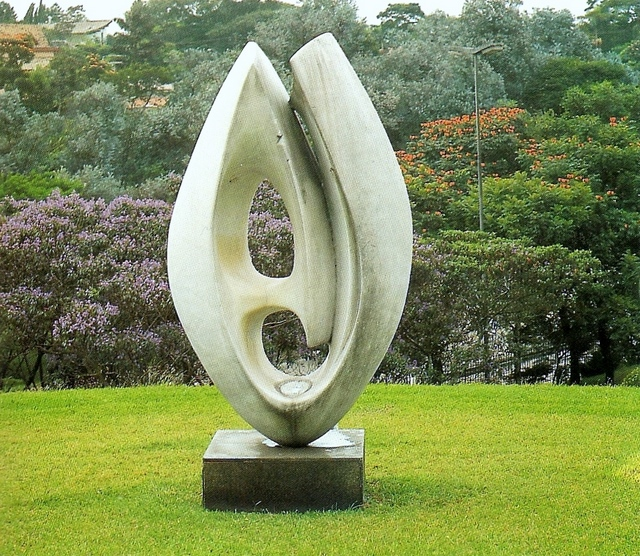
Escultura de Bruno Giorgi no jardim do Palácio dos Bandeirantes

Circundando o palácio, há um amplo jardim com quase 125 mil metros quadrados, onde se destacam os bolsões remanescentes de Mata Atlântica. O local abriga mais de duas mil espécies de plantas nativas e exóticas, como pau-brasil, ipê amarelo, cedro-do-líbano e cerejeiras, além de quarenta espécies de aves. Também abriga esculturas do acervo do Palácio dos Bandeirantes – obras de Bruno Giorgi e Felícia Leirner, entre outros.

### Acervo

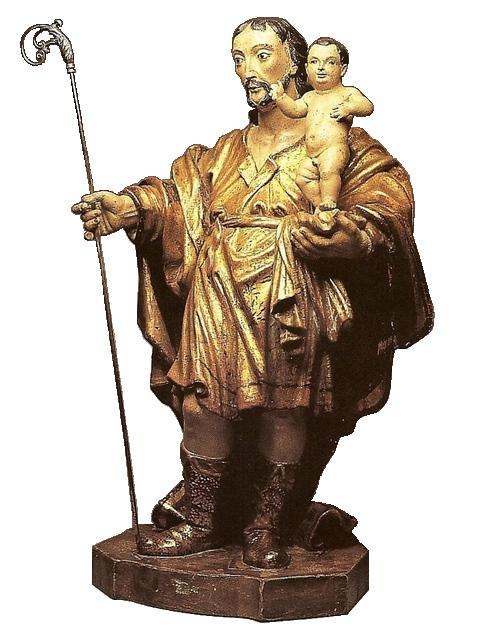
São José de Botas. Escultura de Aleijadinho no acervo do Palácio dos Bandeirantes

O Palácio dos Bandeirantes mantém sob sua guarda uma expressiva coleção de objetos de interesse artístico e histórico, com cerca de 1,7 mil itens.  A maioria das obras foi adquirida por Luís Arrobas Martins, sob o governo de Abreu Sodré, iniciando um movimento para transformar o Palácio em centro de cultura, com a constituição de acervo mobiliado, quadros e objetos. Nomes como Oswald de Andrade, Paulo Mendes de Almeida, Sílvia Sodré Assunção, Marcelo Ciampolini e Pedro Antonio de Oliveira Neto formaram uma comissão encarregada de escolher as obras para aquisição do Acervo Artístico-Cultural dos Palácios Governamentais. O restante das obras foi transferido do Palácio dos Campos Elísios ou doadas por particulares. Há ainda um conjunto de obras produzidas especificamente para o palácio - como as provenientes do concurso Painel Bandeirantes -, e a Galeria dos Governadores, com bustos e retratos oficiais de ex-governadores de São Paulo.
O acervo é formado por pinturas, esculturas, peças de arte sacra do período colonial e objetos de artes decorativas. Entre os artistas representados, destacam-se Aleijadinho, Pedro Américo, Almeida Júnior, Benedito Calixto, Oscar Pereira da Silva e Cândido Portinari, entre outros. Juntamente com os acervos dos palácios do Horto (São Paulo) e Boa Vista (Campos do Jordão), a coleção do Palácio dos Bandeirantes integra o Acervo Artístico-Cultural dos Palácios do Governo do Estado de São Paulo.

## Outras sedes

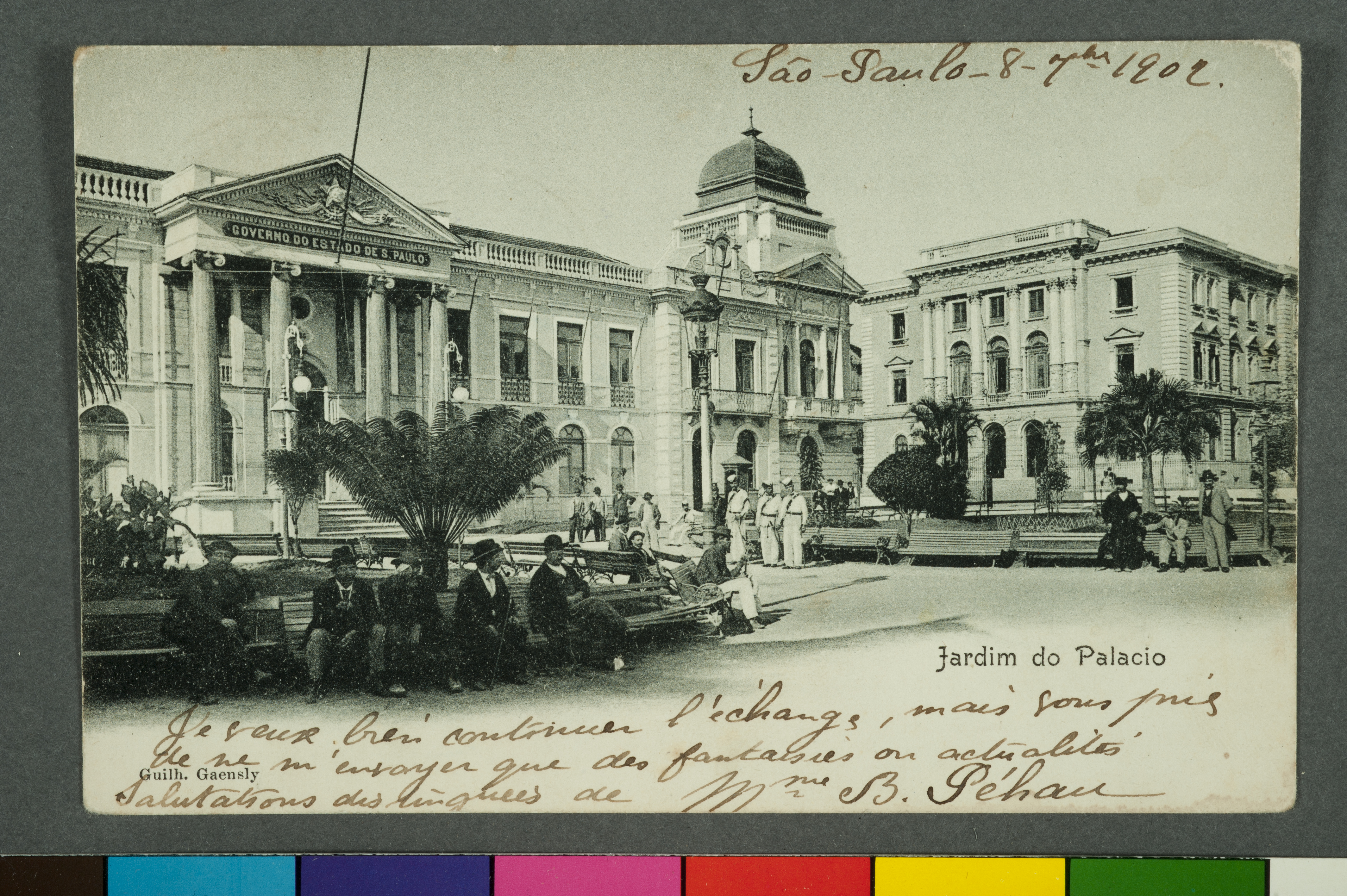
Sede do governo paulista de arquitetura neoclássica em 1900 (Foto: Guilherme Gaensly/Museu Paulista da USP)

- Palácio dos Governadores: construído em 1680, sediou o Colégio de São Paulo até 1759, a residência da Arquidiocese até 1765, e depois o Palácio dos Governadores. Foi demolido parcialmente em 1896, e totalmente em 1953.[11]
- Palácio dos Campos Elíseos: construído entre 1890 e 1899, foi sede do governo de 1915 a 1965.
- Palácio do Horto: construído na década de 1930, localiza-se no Horto Florestal de São Paulo. Tornou-se residência de verão do governador em 1949.
- Palácio Boa Vista: construído entre 1938 e 1964, na cidade de Campos do Jordão, é residência oficial de inverno.[8]